# Reddi (Band)

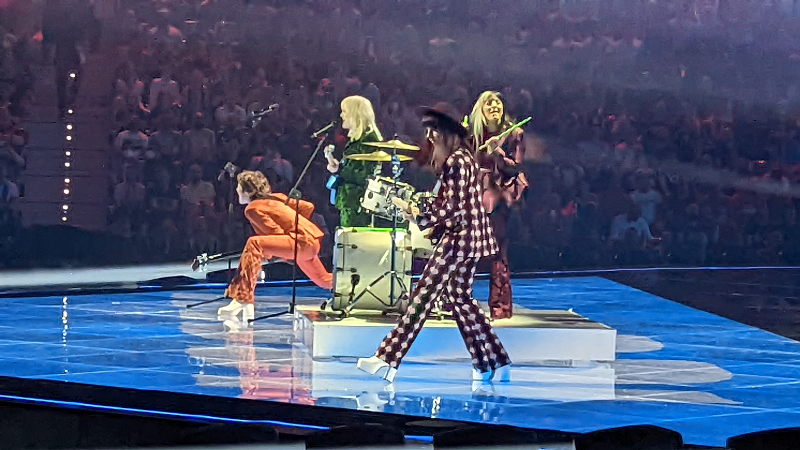
Reddi (2022)

Reddi (häufig auch nur mit Großbuchstaben geschrieben) ist eine dänisch-schwedische Pop-Rock-Band, die Dänemark beim Eurovision Song Contest 2022 in Turin vertrat.

## Werdegang
Die Band besteht aus den beiden Däninnen Mathilde „Siggy“ Savery (Gesang, Gitarre) und Ihan Haydar (Schlagzeug) sowie aus den beiden Schwedinnen Agnes Roslund (Gitarre) und Ida Bergkvist (Bass). Die Gruppe wurde für den dänischen Melodi Grand Prix 2022 von Ihan Haydar und dem Musikproduzenten Lars Pedersen (Chief 1) zusammengestellt.
Ihan Haydar war bereits 2012 beim Eurovision Song Contest als Schlagzeugerin für Soluna Samay. Darüber hinaus ist sie Mitglied bei der Urban-Popgruppe L.I.G.A., die bei einem Label von Lars Pedersen unter Vertrag ist.
Die Musik von Reddi orientiert sich am Punk der 1970er und am Rock der 1980er – mit Einfluss von P!nk, Katy Perry und Green Day aus den 1990er.

## Melodi Grand Prix 2022
Reddi konnte sich am 5. März 2022 beim Melodi Grand Prix 2022 in Herning zunächst für das Superfinale qualifizieren und setzten sich dann mit ihrem Lied The Show durch, somit vertraten sie Dänemark beim Eurovision Song Contest 2022 in Turin. Die Gruppe schaffte es jedoch nicht, sich im 1. Halbfinale für das Finale zu qualifizieren.

## Diskografie
Singles
- 2022: The Show
- 2022: Bad Pop Song